# Peter Hasselgreen
Peter Hasselgreen (født 12. juli 1974) er en tidligere dansk fodboldspiller der sluttede sin karriere i BK Frem.
Han blev danmarksmester til indendørs DM med Køge BK i 1999, hvor de besejrede FC København 8-3 i finalen.